# Mythologie grecque

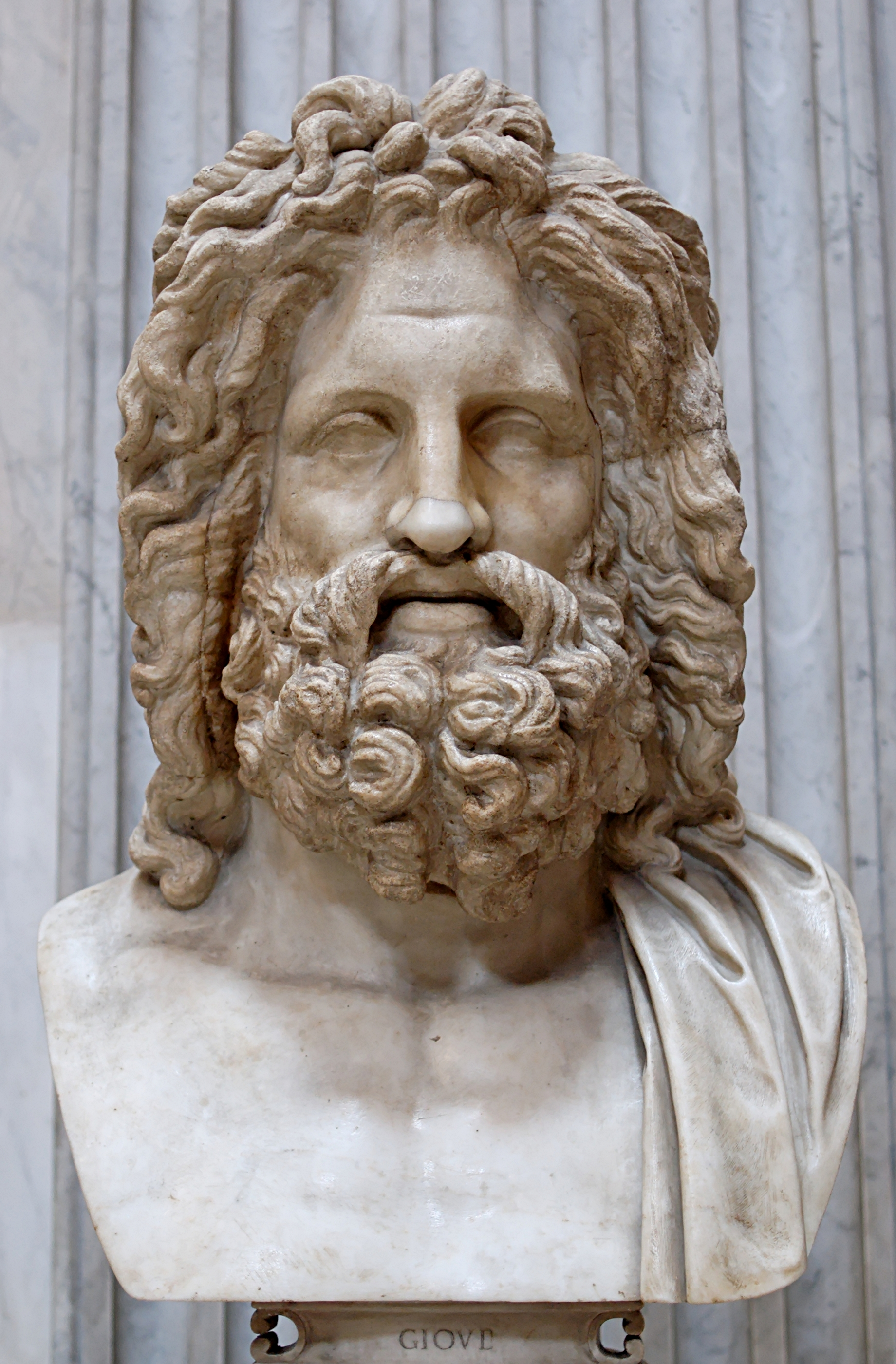
Le buste de Zeus découvert à Otricoli, en Italie, copie romaine d'après un original grec du, Rome, musée Pio-Clementino.

La mythologie grecque, c'est-à-dire l'ensemble organisé des mythes provenant de la Grèce antique, se développe au cours d'une très longue période allant de la civilisation mycénienne jusqu'à la domination romaine. La rencontre entre les Grecs et les Romains coïncide avec celle de la mythologie grecque et de la mythologie romaine : la première exerce une forte influence sur la seconde, qui ne s'y réduit pas pour autant. Longtemps après la disparition des religions grecque et romaine, la mythologie grecque est utilisée comme sujet d'inspiration par les artistes, et continue à l'être de nos jours.
La mythologie grecque nous est parvenue grâce à un vaste ensemble de textes dont les plus anciens sont les épopées d'Homère et les poèmes d'Hésiode, principalement la Théogonie, mais aussi par les arts picturaux comme la céramique ou par les monuments sacrés. L'ensemble de ces sources présente des généalogies et des récits qui forment un système doté d'une cohérence limitée. Les mythes grecs témoignent de la représentation que les anciens Grecs se faisaient du monde. Néanmoins, le statut de la mythologie grecque est complexe, car la mythologie dépasse le cadre de la religion. Les personnages et les événements mythiques rapportés par la tradition étaient pour les Grecs, du moins dans leurs grandes lignes, des réalités historiques relevant d'un passé lointain et servaient donc de base de travail aux historiens antiques. Dans le même temps, la mythologie fournit une ample source d'inspiration à la littérature et aux arts grecs antiques.

## Dans la société grecque

### Mythologie et religion

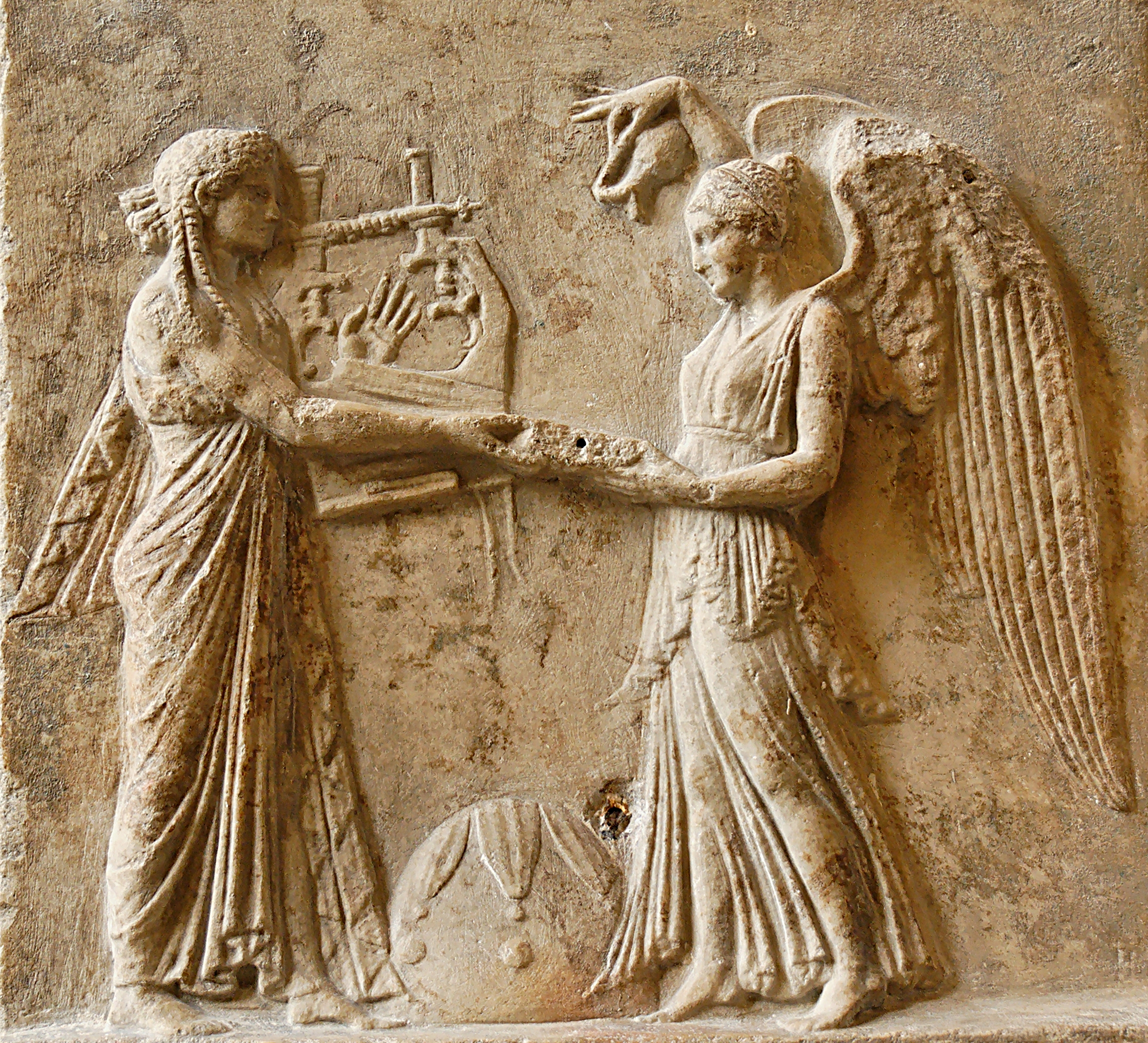
Scène de libation entre Apollon et Niké au pied de l'omphalos de Delphes, copie romaine d'un original hellénistique de style archaïsant, Paris, musée du Louvre.

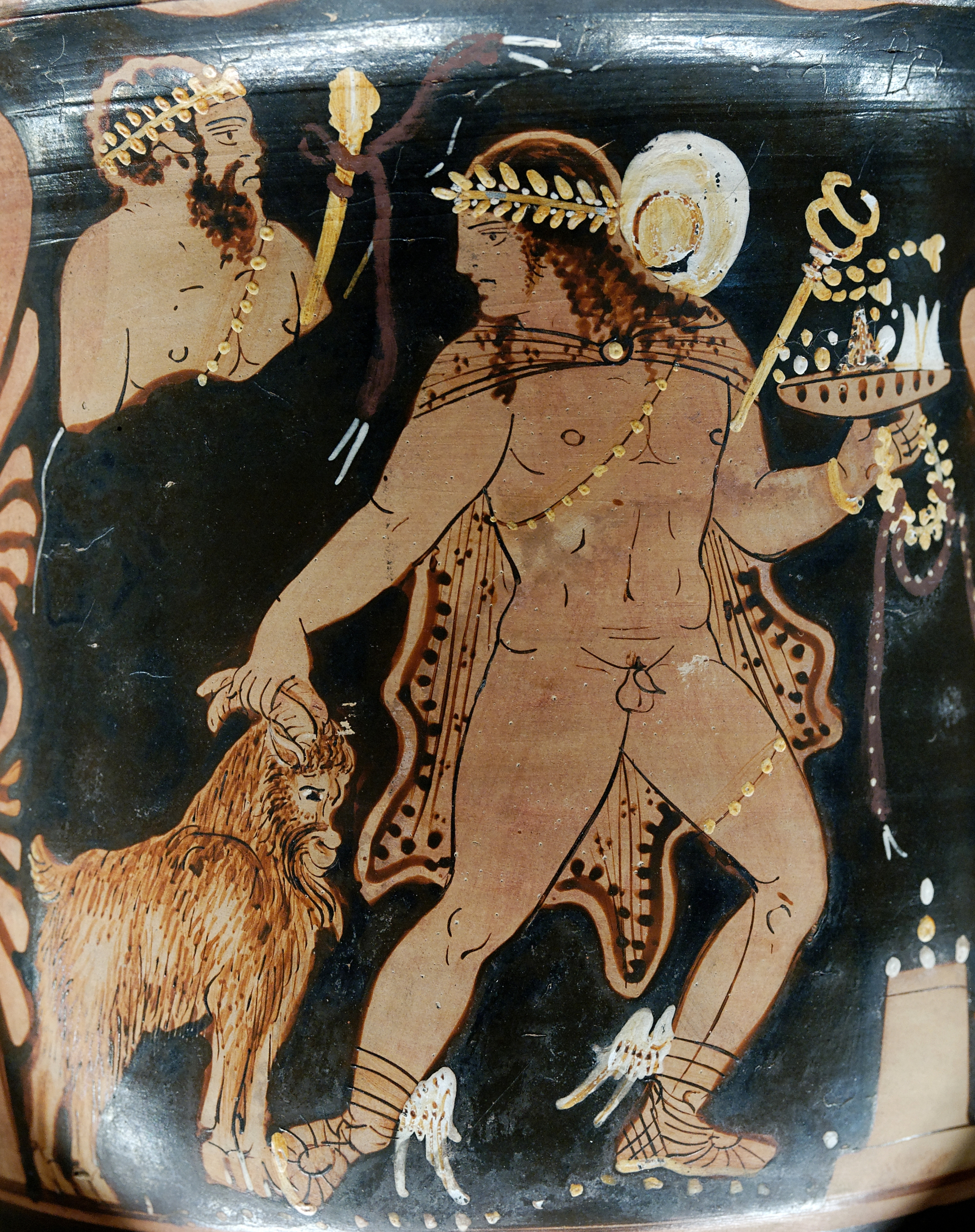
Hermès conduisant une chèvre au sacrifice, cratère campanien de Paestum, 360–350 av. J.-C., Paris, musée du Louvre.

La religion grecque était fondée sur des rituels pratiqués en commun, mais ne reposait pas sur un texte sacré ou sur des dogmes, et il n'existait pas non plus de littérature proprement religieuse. Des textes comme la Théogonie d'Hésiode et les épopées d'Homère ne sont donc pas des textes sacrés : ce sont des œuvres littéraires proposant une vision parmi d'autres de la création du monde et des généalogies divines, mais elles ne se proposent pas de dicter ce qu'il faudrait obligatoirement croire. Le lien entre littérature et religion s'établit plutôt par la composition de textes destinés à être déclamés lors de cérémonies religieuses (par exemple les hymnes de Pindare et, de façon plus indirecte, les textes des tragédies, comédies et drames satyriques, puisque les représentations théâtrales sont liées au culte de Dionysos). Les dieux et héros mythologiques pouvaient être évoqués dans des contextes non immédiatement liés au culte proprement dit. Mais la société grecque antique ne connaît aucune séparation entre un domaine propre à la religion et le reste de la société : au contraire, la religion est présente de manière diffuse dans tous les aspects de la vie sociale et politique.
L'absence de dogme ou de canon religieux n'est pas synonyme d'absence de croyance. En Grèce antique, la piété (eusebeia), l'une des principales notions de la religion grecque antique, suppose de révérer les mêmes divinités que l'ensemble de la communauté : en introduire de nouvelles est un acte d'impiété, à moins que la cité ne les accepte officiellement, et il est tout aussi impie d'endommager les représentations des dieux ou leurs propriétés ou de parodier les rituels. Mais dans le même temps, plusieurs cosmogonies et théogonies coexistent sans que cela ne pose de problème (Homère présente dans l'Iliade Océan et Téthys comme le couple primordial, tandis que la Théogonie d'Hésiode place le Chaos, puis Éros et Gaïa, aux origines du monde et qu'une secte comme l'orphisme propose encore une autre interprétation). Et la comédie grecque antique de l'époque classique peut librement représenter dieux et héros sous des traits grotesques en leur prêtant un comportement bouffon.
Toutes les divinités ayant reçu un culte en Grèce antique n'ont pas fait l'objet de récits mythiques. Certaines, comme la déesse Hestia, en sont pratiquement absentes. De même, ni la place d'une divinité ou d'un héros dans la hiérarchie des puissances divines ni l'abondance des récits qui lui sont consacrés ne reflètent nécessairement l'importance réelle de son culte : ainsi, Asclépios, quoique très inférieur à des divinités telles que son père Apollon, disposait d'un sanctuaire à Épidaure dont la renommée s'étendait à l'ensemble du monde grec. Enfin, alors que la différence de statut entre les dieux et les héros est assez appuyée dans les récits, les cultes rendus à des héros (les cultes héroïques) différaient assez peu, dans leurs modalités, de ceux rendus aux dieux.

### Mythologie et littérature

Les premiers vers de l'Iliade d'Homère.

À l'époque archaïque et encore à l'époque classique, la poésie est le domaine par excellence de l'évocation des mythes : au sein de la société grecque, les poètes restent les voix les mieux autorisées à relater les récits fondateurs de la mythologie. Lorsque l'historien Hérodote évoque les origines de la religion grecque dans son Enquête, c'est vers eux qu'il se tourne : « Quelle est l'origine de chacun de ces dieux ? Ont-ils toujours existé ? Quelles formes avaient-ils ? Voilà ce que les Grecs ignoraient hier encore, pour ainsi dire. Car Hésiode et Homère ont vécu, je pense, quatre cents ans tout au plus avant moi ; or ce sont leurs poèmes qui ont donné aux Grecs la généalogie des dieux et leurs appellations, distingué les fonctions et les honneurs qui appartiennent à chacun, et décrit leurs figures. » Les poètes comme Homère et Hésiode ont donc nettement influencé la représentation que les Grecs se faisaient de leurs dieux et des origines du monde, même s'ils ne remplissaient pas une charge à proprement parler religieuse. Mais les mythes sont présents de manière diffuse dans tous les genres littéraires : ils sont évoqués aussi bien par les dramaturges que par les orateurs, les historiens et les philosophes.
Dès Homère, chaque auteur évoque les mythes selon ses propres critères artistiques, le public auquel il s'adresse et le contexte dans lequel il s'inscrit, avec une très grande liberté d'invention et de remodelage. Dans l'Iliade, le précepteur d'Achille est un humain, Phénix, et non le centaure Chiron comme dans d'autres versions. Lorsqu'au chant XIX Phénix raconte à Achille le mythe de la chasse du sanglier de Calydon, il l'adapte afin de faire de Méléagre, le principal protagoniste de son récit, un anti-modèle victime de son tempérament colérique, afin de montrer à Achille qu'il a tort de persister dans sa propre colère en refusant de revenir au combat. La tragédie grecque représente souvent les héros de manière anachronique, car elle est un moyen pour la cité de réfléchir sur sa société et ses institutions. Ainsi, dans Les Euménides, Eschyle, en relatant la purification d'Oreste après le parricide qu'il a commis, l'utilise pour élaborer un récit étiologique expliquant les origines du tribunal de l'Aréopage athénien.

### Mythologie et arts figurés

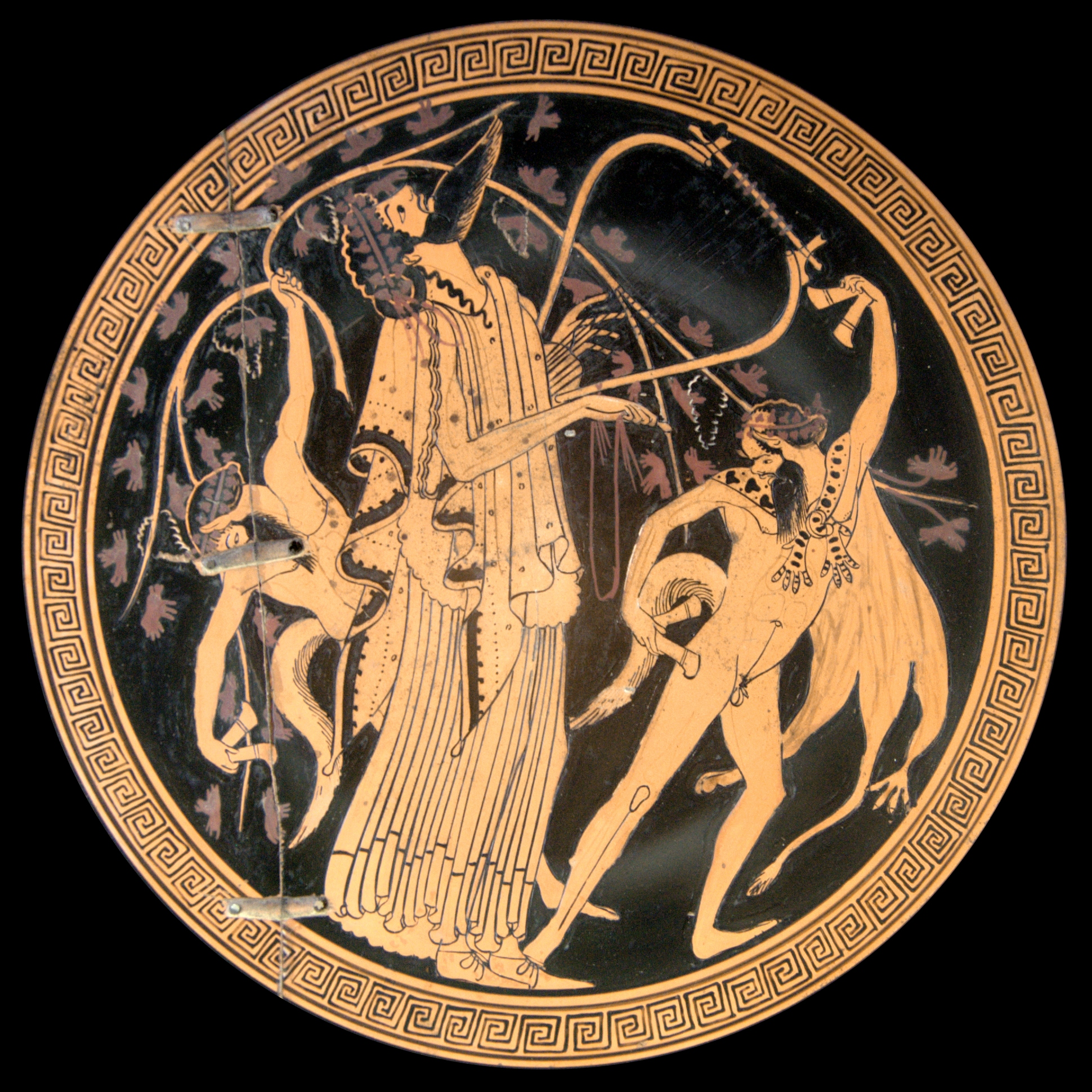
Dionysos et satyres. Intérieur d'une coupe attique à figures rouges, vers 480 av. J.-C., Paris, BnF.

Les textes sont loin d'être les seuls vecteurs de la mythologie grecque : celle-ci est également très présente dans les arts figurés tels que la céramique et la sculpture. À toutes les époques, les Grecs vivent entourés de représentations qui s'y rattachent, qu'il s'agisse des monuments et des statues de l'espace public, ou des objets de la vie quotidienne dans leur espace privé. Les représentations figurées mettant en scène des sujets mythologiques ne doivent pas être considérées comme de simples illustrations des textes : bien au contraire, elles adaptent leur sujet au contexte et au public auquel elles se destinent, et inventent souvent des variantes qui ne sont pas attestées par ailleurs dans les textes. Les vases destinés à recevoir le vin, par exemple, représentent eux-mêmes des banquets ou des scènes mythologiques liées à Dionysos, qui ne peuvent être comprises que si on les replace dans ce contexte du banquet grec ; ils mettent volontiers en scène des figures comme les satyres, qui sont assez peu présents par ailleurs dans les textes, mais qui apparaissent très souvent sur les vases dans des scènes typiques. Ainsi, les arts figurés disposent eux aussi d'une grande liberté d'innovation ou de réinvention des mythes, et mettent en place leurs propres codes et conventions pour les représenter.

### Mythologie et histoire
En Grèce antique, il n'y a pas de distinction tranchée entre les événements relevant du mythe (qui, pour l'historien contemporain, relèvent de la fiction) et les événements historiques (qui nous paraissent les seuls réels). L'évhémérisme considère que les dieux et héros seraient en fait d'anciens personnages réels, qui eurent leur temporalité historique (théorie du mythographe grec Évhémère, IIIe siècle av. J.-C.). Par ailleurs, la chronologie figurant sur la Chronique de Paros, une inscription du IIIe siècle av. J.-C., fait se succéder dans une même continuité le règne de Cécrops, le premier roi légendaire d'Athènes, puis le déluge de Deucalion, la guerre de Troie, etc. et des événements historiques comme la bataille de Platées, en indiquant leurs dates dans la computation athénienne. Les premiers historiens, les logographes, qui écrivent dès la fin de l'époque archaïque et le début de l'époque classique, comme Acousilaos, par exemple, se contentent de rapporter les traditions et les généalogies locales des différentes cités dans le but de les faire connaître, sans en critiquer beaucoup le contenu. Les atthidographes, auteurs d'histoires de l'Attique, prennent davantage de distance et rationalisent parfois les éléments merveilleux des récits.
L'un des premiers historiens à opérer une véritable sélection critique des mythes est Hécatée de Milet, au début du Ve siècle av. J.-C. Il opère un choix parmi ce qu'a transmis la tradition et en donne un exposé systématique, cohérent, en prose, en enlevant les éléments qui lui paraissent invraisemblables : il réduit à vingt le nombre des filles de Danaos, qui en possède cinquante dans la tradition à laquelle il s'oppose, et il fait de Cerbère un simple serpent à la piqûre fatale, mais il conserve certains éléments merveilleux comme les unions entre dieux et mortelles. Hérodote, dans l'Enquête, rapporte les traditions dont il a entendu parler et fait état des différentes versions contradictoires, sans toujours se prononcer sur leur véracité. Mais lui aussi rapporte des versions rationalisées de certains récits : l'enlèvement d'Io qui ouvre l'Enquête, par exemple, est une anecdote historique où il n'y a ni interventions divines ni métamorphose. Thucydide évoque les actions des souverains mythiques tels que Minos, Pélops ou Agamemnon en les ramenant sur le même plan que les réalités historiques de son temps et en ignorant leurs aspects merveilleux, mais, pour lui, ces personnages sont aussi historiques que Périclès.
L'attitude des historiens demeure tout aussi prudente jusqu'à l'époque romaine. Au Ier siècle av. J.-C., Diodore de Sicile fait une plus grande place au légendaire et s'attache plutôt à rapporter les différentes traditions sans prétendre les rationaliser. Au IIe siècle, Plutarque, au début de la Vie de Thésée, l'une des rares Vies parallèles à traiter d'une figure légendaire, compare le passé lointain aux pays lointains arides et inaccessibles évoqués par les géographes, puis déclare : « […] je souhaite que la légende, épurée par la raison, se soumette à elle et prenne l'aspect de l'histoire. Mais si parfois, dans son orgueil, elle ne se soucie guère d'être crédible et refuse de s'accorder avec la vraisemblance, je solliciterai l'indulgence des lecteurs, et les prierai d'accueillir de bonne grâce ces vieux récits. » Cette volonté d'épurer le mythe par la raison (le logos) témoigne de l'influence de Platon ; mais la prudence de Plutarque envers les mythes n'est nullement le signe d'une méfiance envers la religion en général, puisqu'il fait preuve d'une foi profonde et exerce un temps la charge de prêtre d'Apollon à Delphes.
De manière générale, les historiens grecs conservent une attitude prudente en face des mythes, qu'il s'agisse d'y croire ou de ne pas y croire. Paul Veyne, qui s'intéresse au problème complexe de la croyance dans Les Grecs ont-ils cru à leurs mythes ?, rappelle toute la distance qui sépare les historiens antiques de l'histoire telle qu'elle s'élabore par la suite (fondée sur l'étude et la critique des sources) : « Il arrive parfois qu'un historien ancien signale que ses « autorités » présentent des divergences sur quelque point, ou même qu'il déclare renoncer à savoir quelle était la vérité sur ce point, tant les versions diffèrent. Mais ces manifestations d'esprit critique ne constituent pas un appareil de preuves et de variantes, qui sous-tendrait tout son texte, à la manière de l'appareil de références qui couvre le bas de toutes nos pages d'histoire : ce sont uniquement des endroits désespérés ou douteux, des détails suspects. L'historien ancien croit d'abord et ne doute que sur les détails où il ne peut plus croire. »

### Mythologie et politique

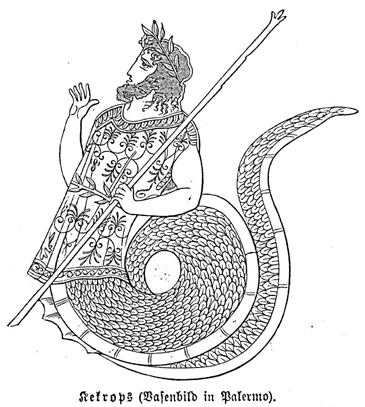
Cécrops, le roi-serpent autochtone, fondateur mythique d'Athènes et ancêtre de la tribu attique des Cécropides. Illustration d'une céramique de Palerme.

À toutes les époques, les mythes sont aussi un enjeu politique. Les orateurs attiques s'y réfèrent et les emploient comme des arguments dans leurs discours, en les choisissant ou en les adaptant selon les circonstances. Dans le Panégyrique, Isocrate évoque le mythe de l'autochtonie des Athéniens pour justifier leur prétention à la supériorité sur les autres cités, et, dans le Philippe, adressé à Philippe II de Macédoine, il rappelle la parenté entre les ancêtres du roi macédonien et les cités grecques pour le convaincre de leur venir en aide. Les inscriptions consignant des décrets d'alliances entre cités témoignent du même genre de recours aux généalogies mythiques comme argument dans les accords diplomatiques entre deux cités.

### Mythologie et philosophie
Dès l'époque archaïque, les philosophes s'écartent parfois beaucoup des récits les plus répandus, beaucoup parce qu'ils proposent leurs propres systèmes, eux-mêmes fortement imprégnés de religion : Pythagore est ainsi, au VIe siècle av. J.-C., le fondateur du pythagorisme. D'autres se montrent plus critiques et à la limite de l'impiété, tel Anaxagore poursuivi en justice à Athènes au Ve siècle av. J.-C. pour avoir affirmé que le soleil était une pierre incandescente. Platon oppose parfois le muthos considéré comme récit mensonger et le discours rationnel (le logos) qui doit guider le philosophe ; mais cette opposition est loin d'être systématique et ne se retrouve pas dans tous ses dialogues. Platon lui-même, dont la pensée s'inscrit par ailleurs dans la continuité de la religion traditionnelle, ne rejette pas le concept de muthos conçu comme récit et ne s'interdit nullement d'y recourir. Loin de supprimer totalement les mythes de son œuvre, il en invente de nouveaux qui font partie intégrante de ses démonstrations philosophiques et consistent soit en des allégories destinées à mieux faire comprendre une argumentation (comme l'allégorie de la caverne), soit en des récits élaborés sur le modèle des mythes anciens dont ils reprennent les thèmes et les fonctions, et qui permettent de rendre compte de la composante non rationnelle de certains sujets. C'est dans ce contexte que s'inscrivent par exemple le mythe d'Er au livre X de La République et les différents récits du Banquet, dont le mythe de l'androgynie placé dans la bouche d'Aristophane. Platon utilise aussi le mythe à des fins politiques, par exemple en élaborant le mythe de l'Atlantide qui met en scène une Athènes idéalisée, conforme aux vœux politiques de Platon, luttant victorieusement contre une Atlantide qui incarne tout ce que Platon réprouve dans la thalassocratie athénienne de son temps.

## Typologie des principaux mythes grecs

### Récits des origines

#### Cosmogonies: la création du monde
Les Grecs connaissaient plusieurs cosmogonies, c'est-à-dire des récits relatant la naissance et la mise en ordre progressive du cosmos, le monde organisé. Celle que nous connaissons le mieux, car elle nous est parvenue en entier, est celle que compose Hésiode dans la Théogonie et selon laquelle existe (ou apparaît) d'abord Chaos, puis Éros et Gaïa (Terre), laquelle engendre Ouranos (Ciel), Pontos (Flot marin) et d'autres divinités, tandis que Chaos en engendre d'autres, les différentes lignées donnant peu à peu naissance, au fil des générations, à toutes les divinités incarnant les aspects fondamentaux de la nature (Hélios, Séléné), aux divinités souveraines (Cronos puis Zeus), mais aussi à des êtres monstrueux qui sont ensuite éliminés ou enfermés par les dieux ou les héros (la plupart des enfants de Nyx, mais aussi Typhée et sa progéniture).
Mais nous connaissons aussi l'existence d'autres cosmogonies. Au chant XIV de l'Iliade, Héra feint de rendre visite à Océan et Téthys, qu'elle qualifie de « père et mère des dieux », ce qui peut constituer une allusion à une cosmogonie différente où Océan et Téthys seraient les deux divinités originelles. L'orphisme, courant religieux qui se plaçait à l'écart des pratiques traditionnelles du culte et se plaçait sous le patronage du poète mythique Orphée, a développé, au moins à partir de l'époque classique, plusieurs cosmogonies propres à son système de pensée. Nous n'en avons qu'une connaissance lacunaire, mais nous savons qu'elles plaçaient à l'origine du monde la Nuit ou le Temps, qui engendre un œuf donnant à son tour naissance à Phanès ou bien à Éros. L'orphisme accorde également une place beaucoup plus grande à Dionysos, qui est mis à mort, cuit et mangé par les Titans avant d'être ressuscité. On attribuait aussi une cosmogonie à Musée, un autre poète mythique souvent associé à Orphée. À l'époque archaïque, plusieurs poètes, comme le Crétois Épiménide, le Lacédémonien Alcman ou l'Argien Acousilaos, ainsi que des philosophes présocratiques comme Phérécyde de Syros, composent d'autres cosmogonies.

#### Anthropogonies: la création de l'humanité
Une anthropogonie (de anthrôpos, « homme », et gonos, « création ») est un récit de l'apparition de l'humanité. Tout comme les Grecs possédaient plusieurs cosmogonies, ils connaissaient plusieurs anthropogonies. Les poèmes mythologiques les mieux conservés restent relativement vagues sur ce sujet. Dans les épopées d'Homère, aucune indication n'est donnée sur les origines de l'humanité, et les dieux ne se sentent pas responsables de l'existence des mortels : ils se contentent de répondre aux manifestations de leur piété, tandis que Zeus exerce les fonctions de juge des mortels et de médiateur entre dieux et mortels. Hésiode, dans la Théogonie, n'explique pas la création des hommes : ils apparaissent dans son poème au moment du partage de Mékôné et de la ruse de Prométhée, récit qui explique surtout les modalités du sacrifice, l'une des pratiques cultuelles fondamentales de la religion grecque. Dans Les Travaux et les Jours, Hésiode relate le mythe des races, décrivant plusieurs humanités (plusieurs genos) composées chacune d'un métal différent, la première, la race d'or, remontant au règne de Cronos ; mais son récit a moins pour objet la création de ces humanités que leurs vertus et la dégradation progressive de leurs conditions de vie, ce qui apparente plutôt ce récit aux origines du mythe de l'âge d'or. Il existait par ailleurs une tradition sur l'origine de l'humanité nommée « mythe de l'autochtonie », selon lequel les premiers hommes étaient directement sortis de la terre. Ce mythe était utilisé par les Athéniens, qui s'en servaient à l'époque classique pour justifier leur supériorité sur les autres cités, mais aucune source ne présente clairement de récit selon lequel ce serait toute l'humanité qui aurait été créée de cette façon.
Les sources de la mythologie restent donc obscures sur la création des tout premiers hommes, mais la plupart s'accordent sur les noms des ancêtres de l'humanité actuelle : Deucalion et Pyrrha, qui survivent au déluge et font renaître des humains à partir des pierres, comme le rapporte Pindare dans la neuvième Olympique. Mais il s'agit d'une renaissance de l'humanité plutôt que de ses origines premières, et la façon dont les hommes apparaissent avant le déluge de Deucalion est beaucoup moins claire.
Si nous ne possédons pas de récit bien conservé sur l'apparition des hommes, la création de la femme fait l'objet de son propre mythe, celui de Pandore, évoquée par Hésiode dans la Théogonie et Les Travaux et les Jours. Dans la Théogonie, Pandore est créée par Zeus pour châtier les hommes après la ruse de Prométhée qui leur a donné le feu. Son nom grec, Pandora, signifie « don de tous les dieux » : Héphaïstos la façonne dans de la terre et chacun des dieux est invité à lui faire présent d'une qualité physique ou d'un vêtement. Mais Pandore est un piège car, sous sa belle apparence, elle n'apporte que des soucis aux hommes ; dans Les Travaux et les Jours, c'est elle qui soulève le couvercle de la jarre où sont gardés maux et maladies et devient responsable de leur propagation dans le monde entier, ce qui explique la condition misérable des hommes. Le mythe de Pandore véhicule l'idéologie misogyne qui était celle de la société grecque antique, mais il représente aussi un changement dans la condition humaine, car l'arrivée de Pandore coïncide avec l'apparition de l'obligation pour les humains de travailler pour vivre, travail et fécondité devenant les deux aspects principaux de la condition humaine contemporaine.

### Géographie mythique
Les divinités et héros de la mythologie grecque évoluent dans le monde réel tel que se le représentaient les Grecs, mais aussi dans plusieurs lieux situés hors du monde ou aux limites du monde, qu'il s'agisse des résidences des divinités ou bien de l'au-delà.

#### Olympe
Les divinités grecques les plus importantes résident sur l'Olympe. Cette représentation de l'Olympe comme demeure des divinités olympiennes est déjà très présente dans les principales œuvres poétiques de l'époque archaïque : l'Iliade et l'Odyssée, puis les poèmes d'Hésiode et les Hymnes homériques, œuvres qui influencent durablement la représentation des dieux grecs. L'Olympe où résident les dieux chez Homère et Hésiode est à la fois un lieu réel, le mont Olympe en Grèce du nord, et une demeure céleste située très haut dans le ciel : ces deux représentations coexistent, non sans entraîner quelques hésitations et incohérences de détail, l'essentiel consistant à affirmer une séparation entre cette demeure des dieux et le reste du monde. Mais tous les dieux grecs ne résident pas sur l'Olympe, loin de là : seuls les douze olympiens y habitent, un grand nombre de divinités mineures résidant sur terre ou dans la mer.

#### Hadès, Tartare et autres conceptions de l'au-delà
Dès l'époque archaïque, la littérature grecque ancienne aborde la question de l'au-delà et distingue plusieurs lieux susceptibles d'accueillir les âmes des défunts après la mort.
Les Enfers sont le principal au-delà en Grèce ancienne. Chez Homère, ils sont nommés l'« Hadès », du nom du dieu Hadès, qui y réside et y règne sur les morts en compagnie de son épouse Perséphone. L'Odyssée situe l'Hadès aux confins du monde, au-delà du fleuve Okéanos, près du pays des Cimmériens (nom d'un peuple réel). Ulysse, au chant XI, ne s'aventure qu'au seuil de l'Hadès et se contente de dialoguer avec les ombres qu'il fait venir en leur offrant un sacrifice. Dès Homère, les morts sont imaginés comme des ombres immatérielles et sans force qui errent dans l'Hadès pour l'éternité. Plusieurs passages de l'Iliade mentionnent l'existence d'un fleuve, le Styx, que l'âme du mort doit franchir avant de se mêler aux autres ombres, mais l'Odyssée et Hésiode ne parlent pas de cette condition. Plusieurs personnages assurent le rôle de passeur entre le monde des vivants et celui des morts. Au chant XXIV de l'Odyssée, c'est le dieu Hermès qui conduit aux Enfers les âmes des prétendants de Pénélope. L'autre passeur des morts le plus fréquent est le nocher Charon. Charon n'est pas mentionné dans la littérature archaïque et apparaît pour la première fois sur une peinture de l'Hadès par Polygnote au Ve siècle av. J.-C. connue seulement par une description qu'en donne Pausanias. À partir de cette époque, il est représenté sous les traits d'un vieillard posté dans une barque et qui fait franchir aux morts le fleuve qui coule à l'entrée des Enfers.
Un autre lieu de l'au-delà est le Tartare. L'Iliade situe le Tartare dans les profondeurs extrêmes de la terre, aussi loin sous l'Hadès que l'Hadès est loin du ciel ; le Tartare est fermé par un seuil de bronze et des portes de fer, et Zeus menace d'y enfermer les dieux qui s'opposeraient à lui. Dans la Théogonie d'Hésiode, les Titans, à l'issue de leur bataille contre les dieux, sont capturés par les Hécatonchires qui les enferment dans le Tartare et en deviennent les gardiens. La Théogonie contient, juste après, une description du Tartare, dont la géographie est assez confuse : elle place le Tartare tantôt sous la terre, tantôt dans un endroit indéterminé aux limites du monde,. Il semble que l'Hadès et le Tartare aient parfois été confondus dans certains textes par la suite.
En dehors des Enfers et du Tartare, la pensée grecque se représente aussi un au-delà heureux, qui apparaît sous plusieurs formes et sous plusieurs noms. Dans l'Odyssée, le dieu marin Protée prédit à Ménélas qu'il n'est pas destiné à mourir, mais à vivre éternellement dans les Champs Élysées, où il n'y a ni neige ni pluie. Un tel sort semble réservé à de très rares mortels. Dans une autre épopée du Cycle troyen, l'Éthiopide (connue seulement par le résumé qu'en donne Proclus), le héros Achille, après sa mort, est emmené par sa mère Thétis vers un endroit nommé l'Île Blanche, qui apparaît ensuite comme un séjour heureux. Un autre endroit jouant le même rôle de séjour éternel agréable est les Îles des Bienheureux. Ces îles sont évoquées pour la première fois par Hésiode dans un passage de son mythe des races dans Les Travaux et les Jours, où il écrit qu'au moins une partie de la race des héros y séjourne après la mort. Par la suite, la tradition littéraire tend à s'écarter d'Homère (chez qui tous les morts partagent le même sort dans l'Hadès, y compris les héros de la guerre de Troie) et à considérer que des héros comme Achille bénéficient d'une vie après la mort plus heureuse que celle du commun des mortels.

### Panthéons et divinités

#### Caractéristiques des dieux grecs

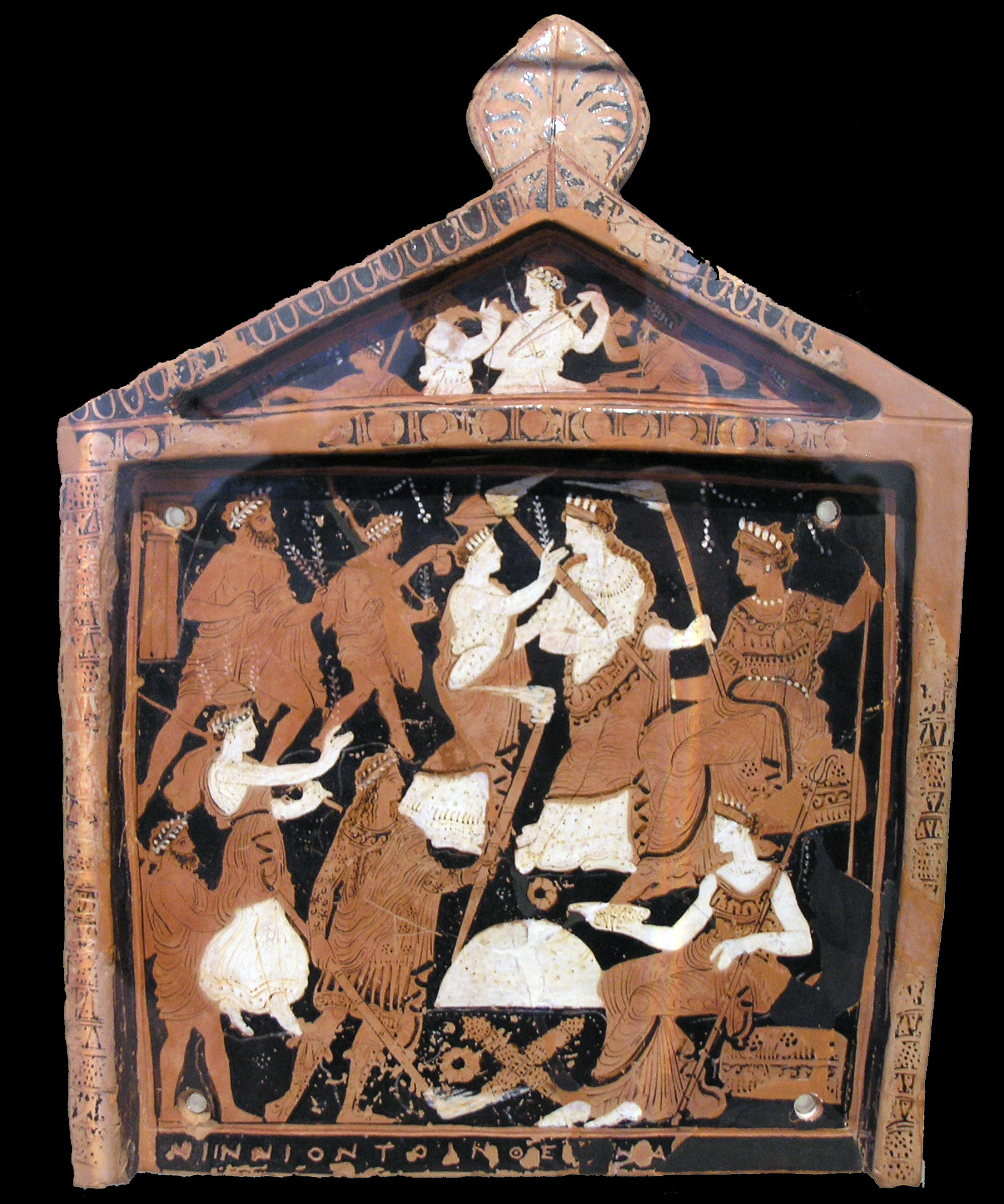
Rituel religieux des mystères d'Éleusis, plaque votive, milieu du, Athènes, Musée national archéologique.

La caractéristique la plus visible des dieux tels que les Grecs se les représentaient est l'anthropomorphisme : l'apparence physique des dieux, leurs actions et leurs sentiments paraissent très proches de ceux des mortels. Hérodote emploie au sujet des dieux l'adjectif paradoxal anthropophues, « de nature humaine ». Cependant, cet anthropomorphisme et cette proximité entre les dieux et les hommes n'est qu'apparente : la religion grecque ne cesse de mettre en évidence l'écart qui sépare les dieux et les humains. Le corps des dieux est lui-même surhumain : lorsqu'ils sont évoqués dans l'épopée, ils ont une taille gigantesque, un poids colossal ou au contraire impossiblement léger. Dans leur corps coule non pas du sang mais de l'ichor, et les blessures ne mettent pas leur vie en péril puisqu'ils sont immortels (athanatoi). Les dieux ne consomment pas la même nourriture que les mortels : le nectar et l'ambroisie sont leur nourriture d'immortalité. Les épopées d'Homère évoquent aussi une langue des dieux différente de celles des mortels. Ce caractère surhumain est mis en valeur par les matières précieuses utilisées pour les statues, par exemple chryséléphantines.
Si les dieux les plus fameux, les divinités olympiennes, sont anthropomorphes, ce n'est pas le cas de toutes les divinités : les dieux fleuves sont souvent représentés sous la forme de taureaux, et de nombreuses idoles des dieux n'ont pas l'apparence d'êtres vivants. L'apparence surhumaine des dieux est la manifestation de leur statut supérieur et de leur omnipotence : « Les dieux peuvent tout ».

#### Généalogies des dieux grecs
Tout comme il existait plusieurs théogonies relatant leur naissance, il existait plusieurs généalogies des divinités grecques. Les manuels consacrés à la religion grecque antique et à la mythologie grecque ont fréquemment recours à la version présentée par la Théogonie d'Hésiode, la plus complète à nous être parvenue.

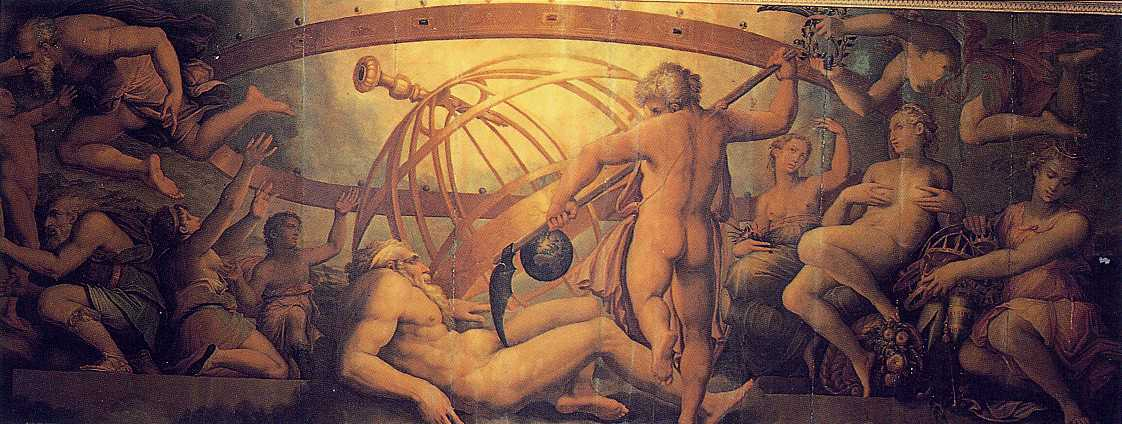
Giorgio Vasari, La Mutilation d'Ouranos par Cronos, XVIe siècle, Florence, Palazzo Vecchio.

Dans sa Théogonie, Hésiode décrit la naissance des dieux au fil de générations successives, dont il développe tour à tour les différentes branches en y intercalant des épisodes narratifs qui anticipent parfois sur la suite de son développement. Les tout premiers êtres qui forment l'univers ne sont pas issus d'une reproduction sexuée : Chaos, Éros et Gaïa (la Terre) apparaissent spontanément, et Gaïa engendre seule Ouranos (le Ciel). Gaïa et Ouranos s'unissent pour former le premier couple divin, et ils donnent naissance à douze Titans, six fils et six filles. Parmi ces titans, Cronos joue un rôle décisif dans la généalogie divine. Cronos prend le pouvoir en châtrant son père Ouranos, dont les organes génitaux, tombés dans l'océan, donnent notamment naissance à Aphrodite. Par la suite, Cronos s'unit à sa sœur Rhéa, qui donne naissance à Hestia, Déméter, Héra, Hadès, Poséidon et enfin Zeus, qui forment chez Hésiode la première génération des divinités olympiennes. Zeus prend le pouvoir à son tour, cette fois définitivement, et c'est lui qui, en s'unissant à plusieurs divinités, enfante la seconde génération des dieux de l'Olympe : Athéna (fille de Zeus seul : elle sort de son crâne après qu'il a avalé Métis), Apollon et Artémis (enfants de Zeus et de Léto), Arès (fils de Zeus et d'Héra), Hermès (fils de Zeus et de Maïa) et Dionysos (fils de Zeus et de la mortelle Sémélé). Héphaïstos est engendré par Héra seule, par défi envers Zeus.
Homère, dans l'Iliade et l'Odyssée, diverge d'Hésiode sur plusieurs détails, qui ont aussi beaucoup influencé les représentations les plus courantes de la généalogie des dieux. Ainsi, dans l'Iliade, Zeus est l'aîné des dieux de l'Olympe, alors qu'il est le cadet des enfants de Cronos dans la Théogonie. Dans les épopées homériques, Aphrodite est, elle aussi, une fille de Zeus, et sa mère est Dioné.

### Héros
La conception de l'histoire du monde des Grecs anciens plaçait, entre l'apparition de l'humanité et l'époque présente, un âge héroïque où avaient vécu des hommes mortels, mais plus grands, plus forts et, de façon générale, dotés de qualités supérieures à celles des hommes du présent : c'étaient les héros, issus directement ou indirectement d'unions entre des divinités et des humains. L'âge héroïque était considéré comme ayant réellement existé ; il ne s'étendait pas sur une très longue période, seulement quelques générations, et n'était pas pensé comme très éloigné dans le passé, puisque les héros étaient considérés comme les fondateurs des dynasties royales de nombreuses cités grecques. Les héros sont conçus de différentes manières selon que l'on considère la façon dont ils étaient honorés dans le culte ou bien les différentes évocations littéraires dont ils font l'objet.

#### Cultes héroïques
Les héros font l'objet d'un culte héroïque : comme le culte des morts, ce culte se développe autour du tombeau du héros, mais, contrairement à un mort ordinaire, un héros est, de fait, honoré comme une puissance divine à part entière, qui peut rendre des oracles ou accorder protection ou guérison à qui vient le prier. À l'époque historique, certaines personnes réelles, distinguées de leur vivant par leurs exploits, font après leur mort l'objet d'un culte héroïque (c'est le cas, par exemple, du général Brasidas). Une grande partie des cultes héroïques se cantonnent à des localités précises (un village, une cité, une région) et sont inconnus ailleurs ; seuls quelques-uns sont connus dans toute la Grèce, le plus fameux de tous restant Héraclès.

#### Héros dans la littérature grecque
Dans la poésie archaïque, Hésiode, dans Les Travaux et les Jours, élabore un mythe des races où il intercale les héros comme une race à part entière de demi-dieux venue après les trois premières races métalliques (d'or, d'argent et de bronze) et avant l'humanité de l'époque présente, qu'il qualifie de race du fer ; il caractérise les héros par leur bravoure et leur justesse et évoque leurs exploits pendant la guerre des Sept chefs contre Thèbes et pendant la guerre de Troie. Le mythe hésiodique a fait l'objet de nombreuses études mythologiques.
Dans les épopées homériques, l'Iliade et l'Odyssée, les héros sont dépeints comme plus forts que les hommes du temps présent, mais inéluctablement mortels : Achille et Ulysse se voient ainsi prophétiser leur mort. L'Iliade et l'Odyssée présentent déjà deux conceptions différentes de l'héroïsme : Achille recherche la gloire et l'obtient par ses exploits militaires, tandis qu'Ulysse ne convoite que le retour dans son pays et recourt avant tout à la parole et à la ruse, la mètis, pour parvenir à ses fins. Par ailleurs, chez Homère, le terme de héros (ἥρως / hḗrōs) est parfois employé de façon assez générale pour désigner des personnages nobles ou remarquables par leur talent.
À cette époque et aux époques postérieures, les différents genres littéraires s'approprient les figures de l'âge héroïque et en donnent de multiples interprétations. Ainsi, la tragédie grecque athénienne de l'époque classique se concentre sur les malheurs des grandes lignées héroïques comme les Atrides et les Labdacides pour évoquer des problèmes religieux, politiques et philosophiques.

### Cycles héroïques

#### Dynasties des cités
Les récits se rapportant aux héros trouvent souvent leur cohérence dans leur lien avec une cité, dont ils relatent la fondation et l'histoire de la dynastie royale. Les héros se répartissent ainsi en grandes familles, souvent nommées d'après le héros qui est à leur origine (Labdacos et les Labdacides, Pélops et les Pélopides, Cécrops et les Cécropides, etc.). Le destin de ces grandes lignées est plus ou moins étroitement lié à celui d'une ou plusieurs cités.
L'histoire de Thèbes a fait l'objet de plusieurs ensembles de récits sur lesquels nous sommes bien renseignés. Thèbes est fondée par un Phénicien, Cadmos ; une autre légende associée à sa fondation ou à sa refondation est celle des jumeaux Amphion et Zéthos, qui en élèvent les remparts. L'histoire de Thèbes est surtout indissociable de celle de Labdacos et des Labdacides, dont font partie Laïos et Jocaste et leur fils Œdipe, qui, à son insu, tue son père et épouse sa mère. Les enfants de l'inceste entre Œdipe et Jocaste interviennent dans d'autres récits, principalement celui de la querelle fratricide entre les deux fils, Étéocle et Polynice, qui est à l'origine de la guerre des sept chefs puis de l'expédition des Épigones. Dès l'époque archaïque, l'histoire des Labdacides était relatée par quatre épopées, aujourd'hui perdues, qui formaient le Cycle thébain.
La lignée de Tantale, roi d'Asie Mineure, est à l'origine de plusieurs familles héroïques importantes. Pélops, fils de Tantale, s'installe en Élide, dans le Péloponnèse, où il a de nombreux descendants, les Pélopides, qui règnent sur plusieurs cités du Péloponnèse. Parmi les enfants de Pélops figurent Atrée et Thyeste, ainsi que les descendants d'Atrée, les Atrides. Les deux fils d'Atrée, Agamemnon et Ménélas, sont fameux pour leur rôle dans la guerre de Troie.
L'histoire d'Athènes, peu évoquée dans les textes les plus anciens et qui semble avoir pris forme plus tard, vers le début de l'époque classique, trouve ses origines dans le mythe des autochtones, hommes nés directement de la terre : le premier est Érichthonios, mais c'est aussi le cas de Cécrops, fondateur de la cité. Plusieurs générations après viennent Égée puis son fils Thésée, auquel sont attribués de nombreux exploits.

#### Prouesses collectives
Plusieurs ensembles de récits mettent en scène des héros d'origines diverses prenant part à une entreprise collective. Ainsi, la chasse au sanglier de Calydon rassemble plusieurs héros autour de Méléagre pour traquer et abattre le sanglier monstrueux. Plus connue, car évoquée par plusieurs épopées et tragédies, la quête de la Toison d'or entreprise par Jason rassemble de nombreux héros dans l'équipage des Argonautes qui, à bord du navire Argo, voyagent jusqu'en Colchide. L'ensemble narratif le plus vaste dans cette catégorie est celui de la guerre de Troie.

#### Guerre de Troie et Cycle troyen
Un vaste ensemble de récits et de personnages se rattachent à la guerre de Troie. L'enlèvement d'Hélène, femme de Ménélas, roi de Sparte, par le Troyen Pâris, débouche sur l'organisation d'une grande expédition militaire menée par le frère de Ménélas, Agamemnon, rassemblant des rois venus de toute la Grèce, qui assiègent Troie pendant dix ans. Les premières œuvres littéraires connues de la littérature grecque ancienne, l'Iliade et l'Odyssée, deux épopées que les Anciens attribuaient à Homère, se rapportent à ce mythe : l'Iliade relate la querelle entre Agamemnon et le héros Achille pendant la dixième année de la guerre, tandis que l'Odyssée détaille le long et périlleux retour chez lui d'Ulysse après la fin de la guerre, dont elle raconte a posteriori plusieurs épisodes. En plus des épopées d'Homère, plusieurs autres ont été composées par d'autres auteurs à l'époque archaïque. Regroupées sous le nom de Cycle troyen, elles racontaient l'ensemble de la guerre, de ses origines à ses conséquences lointaines ; aujourd'hui perdues à l'exception de quelques fragments, elles nous sont surtout connues par des résumés ou des réécritures plus récentes.

## L'étude de la mythologie grecque

### AuXIXesiècle

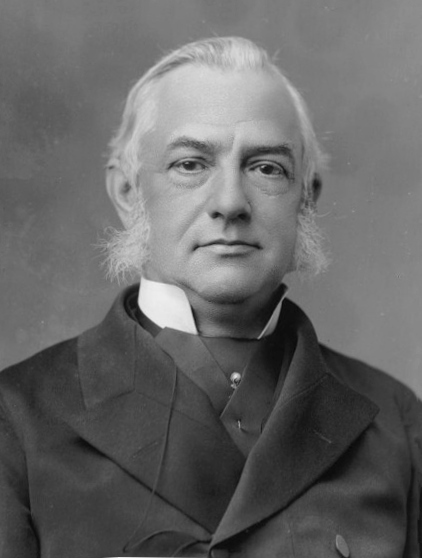
Friedrich Max Müller.

Si les Grecs eux-mêmes ont très tôt entamé une réflexion sur leurs récits mythologiques, ce n'est que dans la seconde moitié du XIXe siècle, avec le développement des sciences humaines, que la mythologie se constitue en une discipline à ambition scientifique, une « science des mythes » : c'est ce que Marcel Detienne nomme, dans son livre éponyme, « l'invention de la mythologie ». L'émergence de l'anthropologie, parallèlement à la découverte par les ethnologues de nombreux peuples possédant eux aussi des mythologies complexes, amène les chercheurs à s'interroger sur l'histoire des religions et à publier les premières études de mythologie comparée. À une époque où les Grecs anciens sont considérés comme supérieurs aux peuplades tenues pour primitives, la science des mythes se trouve confrontée à une sorte de scandale de la pensée, qu'énonce par exemple Friedrich Max Müller : « les poètes de la Grèce ont une aversion instinctive pour tout ce qui est excessif ou monstrueux. Or, les Grecs attribuent à leurs dieux des choses qui feraient frissonner le plus sauvage des Peaux-Rouges… » Il s'agissait donc d'expliquer les éléments qui, dans les mythes grecs, paraissaient absurdes et immoraux, en contradiction avec l'image qu'avait alors la Grèce antique, celle du peuple détenteur de la Raison par excellence.
Plusieurs écoles d'interprétation des mythes se développent alors. Friedrich Max Müller explique l'apparition des mythes par un modèle linguistique selon lequel les mythes se seraient développés naturellement au cours de l'apparition et de l'évolution du langage : les noms donnés aux forces de la nature au cours de la Préhistoire sont ensuite pris par erreur pour des noms propres et se trouvent alors personnifiés sous la forme de divinités et de héros. Selon Müller, les mythes trouvent donc leur origine dans des métaphores renvoyant aux puissances de la nature ; Müller développe une interprétation « solaire » expliquant l'ensemble des mythes par des références au soleil et à la lumière, tandis qu'Adalbert Kuhn préfère les expliquer par l'impression laissée sur les peuples préhistoriques par les phénomènes naturels violents tels que les orages et les tempêtes. Les historiens britanniques des religions, Edward Tylor puis Andrew Lang, proposent une approche radicalement différente, qui vise à comparer la mythologie grecque à celle de peuples non pas antiques mais contemporains, comme les Indiens d'Amérique du Nord ou les aborigènes australiens, et qui propose une vision évolutionniste de l'histoire, au sein de laquelle le mythe est un stade du développement de la pensée.
En 1825, Karl Otfried Müller publie Prolégomènes à une connaissance scientifique de la mythologie, ouvrage dans lequel il propose une méthode d'étude historique de la mythologie fondée sur le rassemblement des différentes sources d'un mythe et l'étude de leurs rapports entre elles, par exemple les poètes et les mythographes qui s'inspirent les uns des autres au fil des siècles. Müller espère ainsi remonter à un noyau primitif du mythe, derrière lequel il pense retrouver la trace d'événements historiques réels plus ou moins déformés. Les travaux de Müller permettent aux mythologues d'accorder une attention plus rigoureuse aux contextes précis, géographiques, historiques, culturels et religieux, dans lesquels se développent les mythes.

### AuxXXeetXXIesiècles

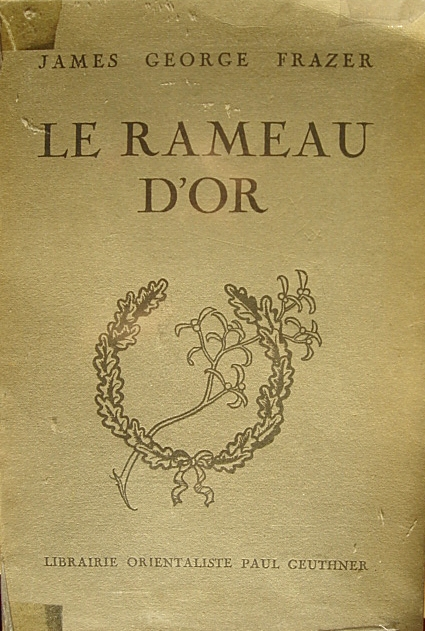
Couverture de la première traduction française du Rameau d'or de James Frazer.

Plusieurs nouveaux courants d'interprétation de la mythologie grecque se développent au cours du XXe siècle.
Au cours de ses premières décennies, les historiens de la religion grecque prêtent une attention nouvelle aux rites et aux liens qu'ils entretiennent avec les récits mythiques. Les chercheurs britanniques regroupés sous le nom d'école de Cambridge développent plusieurs théories divergentes à ce sujet. Selon Jane Harrison, le rite précède le mythe et permet d'expliquer les étrangetés présentes dans les récits mythologiques ; Jane Harrison publie plusieurs études portant sur les rites d'initiation et les rites de passage, qui font l'objet en France, durant la même période, d'études comme celles d'Arnold van Gennep. James George Frazer, dans Le Rameau d'or (The Golden Bough), considère au contraire que le mythe précède le rite et que ce dernier permet de réactiver les puissances vitales évoquées par le mythe. Par la suite, Jane Harrison elle-même et les auteurs qui poursuivent les recherches dans ce domaine, comme Bronisław Malinowski, Edmund Leach, Walter Burkert et plus tard Georges Dumézil, mettent davantage en valeur la complémentarité du mythe et du rite au sein d'un contexte socioculturel donné et montrent que, selon les cas, les relations entre les deux varient énormément.
Dans la seconde moitié du siècle, des avancées décisives, comme le déchiffrement du linéaire B dans le domaine mycénien, l'approfondissement de l'étude du Proche-Orient ancien (Anatolie, Mésopotamie) et l'élaboration de nouvelles méthodes de recherche, contribuent à renouveler profondément l'étude de la mythologie grecque.
Le structuralisme, dont l'un des grands représentants est Claude Lévi-Strauss qui publie Anthropologie structurale en 1958, abandonne l'idée de remonter à un noyau primitif d'un mythe et considère au contraire un mythe comme l'ensemble de ses variantes, qu'il s'agit d'étudier en les comparant les unes aux autres. Lévi-Strauss met en avant dans ses travaux l'idée que les mythes constituent une forme de pensée à part entière, un moyen de réflexion sur le monde et sur la société. Si Lévi-Strauss propose une interprétation structuraliste du mythe d'Œdipe dans Anthropologie structurale, la plupart de ses travaux portent sur les mythologies d'Amérique du Nord et du Sud ; mais sa méthode exerce par la suite une influence notable sur les chercheurs dans le domaine grec, notamment Jean-Pierre Vernant et Marcel Detienne.
Au tournant du XXIe siècle, historiens et anthropologues abandonnent peu à peu l'idée d'une grille de lecture univoque qui permettrait d'expliquer l'ensemble des mythes grecs, et tentent de saisir leur rôle au sein de la société grecque ancienne en adoptant des approches pluridisciplinaires, mêlant littérature, histoire, histoire des religions, anthropologie et psychologie.

## Sources de la mythologie grecque
Alain Moreau, dans le premier tome de son ouvrage Les Mythes grecs, distingue quatre types de sources pour l'étude de la mythologie grecque : littéraires, érudites, artistiques (archéologiques, iconographiques) et épigraphiques.

### Sources littéraires
Principalement destinée à être déclamée lors de banquets aristocratiques ou de concours lyriques, on inclut dans la littérature antique :
- les poètes des périodes archaïque et classique, tels que :
  - Homère avec l'Iliade et l'Odyssée ;
  - Hésiode avec la Théogonie, Les Travaux et les Jours, Le Bouclier d'Héraclès et le Catalogue des femmes ;
  - les auteurs des épopées cycliques, dont il ne reste que quelques fragments : Stasinos (Chants cypriens), Arctinos de Milet (Éthiopide et Le Sac de Troie), Leschès de Pyrrha (Petite Iliade), Agias de Trézène (Retours), Eugammon de Cyrène (Télégonie), les auteurs du cycle thébain et des autres épopées (Titanomachie, Prise d'Œchalie, etc.) ;
  - les auteurs des Hymnes homériques ;
- Les poètes lyriques : Stésichore, Bacchylide et Pindare.
- Les auteurs tragiques : Eschyle, Sophocle, Euripide ainsi qu'Aristophane et ses comédies.
- Les poètes alexandrins : Apollonios de Rhodes (Argonautiques), Callimaque de Cyrène, Lycophron (Alexandra), l'auteur anonyme des Argonautiques orphiques et, plus tardivement, Nonnos de Panopolis (Dionysiaques), Tryphiodore (Prise d'Ilion), Quintus de Smyrne (Suite d'Homère), Dictys de Crète (Éphéméride) et Darès le Phrygien (Histoire de la destruction de Troie).
- Les auteurs latins :
  - les poètes romains Virgile (Énéide), Ovide (principalement les Métamorphoses), Properce, Stace (Thébaïde et Achilléide), Valerius Flaccus (Argonautiques), Claudien (Le Rapt de Proserpine, Gigantomachie) et Bæbius Italicus (Iliade latine) ;
  - Sénèque et ses œuvres dramatiques.
- Les anciens romanciers comme Parthénios de Nicée, Longus (Daphnis et Chloé), Apulée (Métamorphoses) et Héliodore (Éthiopiques).

### Sources érudites
Les ouvrages des historiens comme Hérodote, Diodore de Sicile (Bibliothèque historique, principalement le livre IV), Plutarque (Vies parallèles, principalement la Vie de Thésée), Denys d'Halicarnasse et des géographes comme Pausanias et Strabon, qui ont voyagé dans le monde grec et consigné les récits qu'ils entendaient dans de nombreuses cités.
Les ouvrages des mythographes, essentiellement des abrégés ou des traités essayant de réconcilier les versions contradictoires des anciennes légendes. La Bibliothèque d'Apollodore est le meilleur exemple de ce genre, avec les Fables d'Hygin et les Métamorphoses d'Antoninus Liberalis.
Les scholies, qui sont des notes écrites en marges des manuscrits et ont pour rôle de commenter ou d'expliquer le texte, voire simplement un mot ou une expression. Les scholies contiennent de nombreuses explications mythologiques, destinées à éclaircir le texte qu'elles flanquent, ce qui a permis de préserver de nombreux extraits ou résumés d'œuvres perdues. Les scholies les plus riches en explications mythologiques sont celles des textes d'Homère, d'Euripide et de Lycophron.

### Sources artistiques
Les sources iconographiques, fournies par les innombrables représentations figurées qui ornent les objets et les édifices produits par la culture grecque antique, sont consultables dans des sommes telles que le Lexicon Iconographicum Mythologiae Classicae.

## Postérité
Depuis l'Antiquité, la mythologie grecque n'a pas cessé d'exercer une influence considérable sur les arts et les lettres, mais aussi plus généralement la culture de nombreuses régions du monde.

### Moyen Âge
En Europe de l'Ouest, la mythologie grecque est connue au Moyen Âge de manière souvent indirecte, par l'intermédiaire de libres traductions ou d'adaptations latines des écrivains grecs. Pendant la même période, les savants de l'empire byzantin et du monde arabo-musulman lisent les auteurs grecs dans le texte.

### Époque moderne
L'étude du grec ancien se répand à nouveau en Europe de l'Ouest à la faveur de la Renaissance, occasionnant des traductions nouvelles qui popularisent massivement les auteurs grecs. La colonisation exporte sur plusieurs continents la culture classique et donne lieu, après la décolonisation, à des réappropriations variées des mythes grecs aux Amériques, en Asie, en Afrique ou en Océanie.

### Période contemporaine
La mythologie grecque occupe une place importante dans « l'Antiquité imaginaire » dépeinte par la fiction sur différents supports. Longtemps associée à une culture académique, la mythologie grecque inspire également la culture populaire, mais sous des formes différentes. À partir de la fin du XIXe siècle, la mythologie grecque est présente au cinéma dès ses débuts, à travers le genre du péplum. La mythologie fournit les sujets de la majorité des péplums situés en Grèce antique, au contraire de la Rome antique que le cinéma aborde surtout par le biais de sujets historiques. Les mythes grecs les plus représentés au cinéma à partir des années 1950 sont les exploits d'Héraclès et la guerre de Troie. La mythologie grecque devient un thème récurrent de chaque nouvelle forme d'art, de la bande dessinée au jeu vidéo. La thématique mythologique est également régulièrement exploité dans le cadre de la littérature pour la jeunesse sous la forme de fiction comme d'ouvrages documentaires de civilisation. La postérité contemporaine de la mythologie grecque reste extrêmement abondante et variée de nos jours. Les Grands Mythes est une série documentaire qui raconte les épisodes de la Mythologie grecque.

#### Dictionnaires de mythologie grecque
- Lexicon Iconographicum Mythologiae Classicae (LIMC), Artemis Verlag, 1981-1997.
- Michael Grant et John Hazel (trad. Etienne Leyris), Dictionnaire de la mythologie [« Who’s Who in classical mythology »], Paris, Marabout, coll. « Savoirs », 1955 (ISBN 2-501-00869-3), p. 131. .
- Pierre Grimal, Dictionnaire de la mythologie grecque et romaine, Paris, Presses universitaires de France, coll. « Grands dictionnaires », 1999 (1re éd. 1951) (ISBN 2-13-050359-4).
- M. C. Howatson (dir.), Dictionnaire de l'antiquité : mythologie, littérature, civilisation, Laffont, 1994 (ISBN 978-2-221-06800-7). — Première édition : Oxford University Press, 1989.

#### Religion grecque
- Jan N. Bremmer (trad. Alexandre Hasnaoui), La Religion grecque, Paris, Les Belles Lettres, 2012 (ISBN 978-2-251-44445-1).
- Walter Burkert (trad. Pierre Bonnechere), La Religion grecque à l'époque archaïque et classique, Paris, Picard, 2011 (1re éd. 1977).
- Louise Bruit Zaidman et Pauline Schmitt Pantel, La religion grecque dans les cités à l'époque classique, Colin, coll. « Cursus », 1991 (ISBN 978-2-200-33073-6 et 978-2-200-33038-5). — Édition consultée : 2003.

#### Manuels généraux
- Claude Calame, Poétique des mythes dans la Grèce antique, Paris, Hachette, 2000.
- Charles Delattre, Manuel de mythologie grecque, Paris, Bréal, 2005.
- (en) Lowell Edmunds, Greek Myth, Berlin et Boston, De Gruyter, 2021
- Ariane Eissen, Les Mythes grecs, Belin, 2010.
- Timothy Gantz, Mythes de la Grèce archaïque, Belin, 2004 [détail de l’édition].
- (de) Fritz Graf, Griechische Mythologie : eine Einführung, Düsseldorf, Patmos Verlag, 2001.
- Pierre Grimal, La Mythologie grecque, Paris, PUF, coll. « Que sais-je ? », 2003, 19e éd., 128 p. (ISBN 978-2-13-053858-5, lire en ligne).
- Georges Hacquard, Guide mythologique de la Grèce et de Rome, Paris, Hachette éducation, coll. « Hachette Éducation », 1990, 351 p. (ISBN 2-01-015971-3).
- Suzanne Saïd, Approches de la mythologie grecque, Paris, Les Belles Lettres, 2008 (1re éd. 1998).
- Jean-Pierre Vernant, L'Univers, les Dieux, les Hommes, Seuil, 2002.

#### Études savantes
- Claude Calame, Qu'est-ce que la mythologie grecque ?, Paris, Gallimard, coll. « Folio Essais », 2015 (ISBN 978-2-0704-4578-3).
- Jean-Daniel Causse et Élian Cuvillier (dir.), Mythes grecs et mythes bibliques. L'humain face à ses dieux, Éditions du Cerf, 2007.
- Marcel Detienne, L'Invention de la mythologie, Paris, Gallimard, 1981. — Édition consultée : réédition dans la collection « Tel », 1992.
- Marcel Detienne et Giulia Sissa, La Vie quotidienne des dieux grecs, Paris, Hachette, 1999.
- Paul Diel, Le symbolisme dans la mythologie grecque, Payot, 1952.
- Jean-Louis Durand, Les mythes grecs, Grenoble, Jérôme Millon, 2023
- Françoise Frontisi-Ducroux, L'homme-cerf et la femme-araignée, Gallimard, 2003.
- Charles Malamoud et Jean-Pierre Vernant (dir.), Corps des dieux, Paris, Gallimard, 1986. — Édition consultée : rééd. Folio histoire, 2003.
- Alain Moreau, La Fabrique des mythes, Paris, Les Belles Lettres, 2006, (ISBN 2-251-32440-2).
- Alain Moreau, Les Mythes Grecs I & II, Paris, Les Belles Lettres, 2016 (1re éd. 1999 et 2002)
- Walter F. Otto, Les Dieux de la Grèce. La Figure du divin au miroir de l'esprit grec, Paris, Payot, 1981.
- John Scheid et Jesper Svenbro, La tortue et la lyre : dans l'atelier du mythe antique, CNRS éd., 2014, 228 p., 22 cm (ISBN 978-2-271-07883-4, SUDOC 182418448, lire en ligne), (en ligne: compte rendu).
- Jean-Pierre Vernant et Pierre Vidal-Naquet :
  - Mythe et tragédie en Grèce ancienne (tome 2), Maspero, 172 (rééd. La Découverte, 1986) ;
  - La Grèce ancienne, tome 1 : Du mythe à la raison et tome 2 : Rites de passages et trangression, Seuil.
- Paul Veyne, Les Grecs ont-ils cru à leurs mythes ?, Seuil, 1983. — Édition consultée : rééd. coll. « Points Essais ».

#### Sur la postérité des mythes grecs
- Claude Aziza, Guide de l'Antiquité imaginaire. Roman, cinéma, bande dessinée, Paris, Belles Lettres, 2008, réédition 2016 (EAN 9782251446219).
- Claude Aziza, Le péplum, un mauvais genre, Paris, Klincksieck, coll. « 50 questions », 2009 (EAN 9782252037386).
- Hervé Dumont, L'Antiquité au cinéma : Vérités, Légendes et Manipulations, Paris, Nouveau Monde, 15 octobre 2009, 688 p. (ISBN 2847364765). — Version en ligne : Encyclopédie du film historique, volume 1 : L'Antiquité, 2013. [lire en ligne].
- Véronique Gély (dir.), Partages de l'Antiquité. Les classiques grecs et latins et la littérature mondiale. Revue de Littérature Comparée 344, année 2012 n°4, Klincksieck, octobre-décembre 2012 (EAN 9782252038512).